# 草山 (新北市)
草山，是新北市瑞芳區的一個地名，位於該區東北部。相較於今日行政區，其範圍大致為南雅里東南半部。

## 歷史
台灣清治末期，草山地區為一街庄，稱為「草山庄」，隸屬於基隆堡。該庄北邊臨海，東北與鼻頭庄為鄰，東及南與撈洞庄為鄰，西南邊有一小段與燦光藔庄為界，西邊為南仔吝庄。
1901年（日治明治三十四年）11月，該庄隸屬於基隆廳，編入第三區。1905年（明治三十八年）7月，第三區改名「瑞芳區」。1920年（大正九年），該庄改制為「草山」大字，隸屬於臺北州基隆郡瑞芳街，大字下有「草山」、「石梯坑」、「苦苓腳」小字名。
戰後瑞芳街改制為瑞芳鎮，隸屬於臺北縣，大字亦改制為里。2010年12月，臺北縣升格為新北市，瑞芳鎮改制為瑞芳區。

## 交通
省道台2線即北部濱海公路，大致以橫向經過草山地區北部海岸地帶，往西可至基隆、金山、石門、淡水等地，往東轉南可至宜蘭縣的頭城、蘇澳等地。

## 學校
- 欽賢國中鼻頭分校